# Lepidostoma quila
Lepidostoma quila är en nattsländeart som beskrevs av Bueno-soria och Padilla-ramirez 1981. Lepidostoma quila ingår i släktet Lepidostoma och familjen kantrörsnattsländor. Inga underarter finns listade i Catalogue of Life.